# Мянтюля, Туукка
Ту́укка Ма́тиас Мя́нтюля (фин. Tuukka Matias Mäntylä; 25 мая 1981, Тампере, Финляндия) — финский хоккеист, защитник.

## Карьера

### Клубная карьера
Туукка Мянтюля начал свою профессиональную карьеру в 1999 году в составе родного клуба финской СМ-Лиги «Таппара», выступая до этого за её фарм-клуб. Два года спустя завоевал с клубом серебряные награды. В том же году на драфте НХЛ он был выбран в 5 раунде под общим 153 номером клубом «Лос-Анджелес Кингз». В 2002 году Мянтюля вновь стал серебряным призёром СМ-Лиги, а ещё через год стал чемпионом своей страны.
Сразу после этого успеха подписал контракт с клубом Шведской элитной серии «Лулео». В составе шведского клуба Мянтюля выступал на протяжении двух лет, набрав за это время 39 (15+24) очков в 100 проведённых матчах. 14 марта 2005 года Туукка принял решение вернуться в родной клуб, где провёл следующие два сезона.
27 марта 2007 года Мянтюля вновь отправился в Швецию, заключив двухлетнее соглашение с клубом «Фрёлунда», где за два сезона он провёл 116 матчей, в которых набрал 34 (4+30) очка. 6 апреля 2009 года вновь стал игроком «Таппары», подписав с новый рекордный контракт сроком на 10 лет. В родном клубе Мянтюля продолжал выступать на высоком уровне, набирая в среднем около 25 очков за сезон, после чего он воспользовался пунктом в своём контракте, по которому он мог отправиться в иностранный клуб, и 21 октября 2011 года стал игроком нижнекамского «Нефтехимика».
22 октября в матче против череповецкой «Северстали» дебютировал в Континентальной хоккейной лиге, сразу же отметившись результативной передачей. Всего за оставшуюся часть сезона Мянтюля провёл на площадке 38 матчей, в которых он набрал 17 (0+17) очков, став, самым результативным защитником нижнекамского клуба. Тем не менее, по окончании сезона главный тренер «Нефтехимика» Владимир Голубович заявил о том, что Мянтюля покидает команду.
5 июля 2016 года Мянтюля подписал контракт с дебютантом КХЛ ХК «Красная звезда Куньлунь». Отыграв год в «Куньлуне», перешел в шведский «Мальмё Редхокс». Всего в КХЛ Мянтюля провел 225 матчей и набрал 89 (26+63) очков. После завершения карьеры игрока Мянтюля утверждал, что в КХЛ ему приходилось платить деньги тренеру в качестве штрафа за игровое удаление.

### Международная карьера
В составе сборной Финляндии Туукка Мянтюля принимал участие в юниорском чемпионате Европы 1998 года, на котором он вместе с командой завоевал серебряные награды, а уже на следующий год Туукка стал чемпионом мира среди юниоров, в 6 проведённых матчах набрав 1 (1+0) очко. Также Мянтюля выступал на двух молодёжных мировых первенствах (2000 и 2001 годов), на последнем из которых он стал обладателем серебряных медалей. На взрослом уровне Туукка принимал участие в двух чемпионатах мира (2006 и 2007 годов), которые принесли ему серебряные и бронзовые награды. Также с 2002 по 2009 год Мянтюля регулярно призывался под знамёна сборной для участия в матчах Еврохоккейтура.

## Статистика
| Легенда | Легенда                    | Легенда | Легенда                   | Легенда | Легенда    |
| ------- | -------------------------- | ------- | ------------------------- | ------- | ---------- |
| И       | Количество проведённых игр | Штр     | Штрафное время            | +/−     | Плюс-минус |
| Г       | Голы                       | П       | Голевые передачи          | О       | Очки       |
| -       | Статистика неизвестна      | —       | Статистика не учитывалась |         |            |

### Клубная карьера
- a В «Плей-офф» учитывается статистика игрока в Кубке Надежды.

## Достижения

### Командные
Юниорская карьера
| Год  | Команда     | Достижение                                        | Достижение |
| ---- | ----------- | ------------------------------------------------- | ---------- |
| 1998 | Таппара U20 | Бронзовый призёр молодёжного чемпионата Финляндии |            |

SM-liiga
| Год              | Команда | Достижение                                 | Достижение |
| ---------------- | ------- | ------------------------------------------ | ---------- |
| 2001, 2002, 2013 | Таппара | Серебряный призёр чемпионата Финляндии (3) |            |
| 2003, 2016       | Таппара | Чемпион Финляндии (2)                      |            |

Международные
| Год        | Команда            | Достижение                                     | Достижение |
| ---------- | ------------------ | ---------------------------------------------- | ---------- |
| 1998       | Финляндия (юниор.) | Серебряный призёр юниорского чемпионата Европы |            |
| 1999       | Финляндия (юниор.) | Победитель юниорского чемпионата мира          |            |
| 2001       | Финляндия (мол.)   | Серебряный призёр молодёжного чемпионата мира  |            |
| 2006       | Финляндия          | Бронзовый призёр чемпионата мира               |            |
| 2007, 2014 | Финляндия          | Серебряный призёр чемпионата мира (2)          |            |

### Личные
SM-liiga
| Год  | Команда | Достижение                              | Достижение |
| ---- | ------- | --------------------------------------- | ---------- |
| 2013 | Таппара | Попадание в Сборную всех звёзд SM-liiga |            |

Международные
| Год  | Команда          | Достижение                                                 | Достижение |
| ---- | ---------------- | ---------------------------------------------------------- | ---------- |
| 2001 | Финляндия (мол.) | Попадание в Сборную всех звёзд молодёжного чемпионата мира |            |